# نصف حبليات
نصف الحبليات أو النصفحبليات أو النصف حبليات (الاسم العلمي: Hemichordata)شعبة مؤلفة من حيوانات ثانوية الفم deuterostome بحرية بشكل ديدان، تعتبر عادة مجموعة شقيقة لشعبة الإنسان الحبليات. يعود تاريخ هذه الشعبة إلى العصر الكامبري المتوسط والمبكر وتتضمن صفا مهما من المستحاثات Fossil يدعى جرابتوليت graptolite، لكن معظم أفراد هذه الشعبة أصبح متميزا في العصر الحديدي الكربوني Carboniferous.
تقسم نصف الحبليات إلى صفين أساسيين : أنتيروبنيوستا Enteropneusta يدعى عادة ديدان البلوط acorn worms، وجناحيات الخياشيم Pterobranchia، التي تتضمن الغرافتوليتات.
تتضمن هذه الشعبة حوالي 100 نوع حي. مع هذا فإن الموقع التصنيفي لنصف الحبليات وإذا كانت هذه الشعبة أحادية الشعبة monophyletic أو لا ما زال مدار نقاش عميق حاليا.